# Милош Ерцеговац
Милош Ерцеговац (Београд, 28. јун 1942) је српски инжењер електротехнике, академик и инострани члан састава Српске академије наука и уметности од 30. октобра 2003.

## Биографија
Завршио је основне студије на Електротехничком факултету Универзитета у Београду 1965, магистратуру 1972. и докторат 1975. године на Универзитету у Илиноису. Радио је као редовни професор на Институту Михаило Пупин 1966—1970, као асистент на Универзитету у Илиноису 1970—1975, као доцент у лабораторији HRL 1975—1979. и као научни саветник 1979—1993, као ванредни професор на Универзитету у Илиноису 1979—1984, као редовни професор на Универзитету Калифорније 1984—2010. и као уважени професор од 2010. године. Био је уредник Journal of Parallel and Distributed Computing 1986—1993. и IEEE Transactions on Computers 1988—1992. Добитник је дипломе Насе за допринос развоју поузданих система 1978, награде ASP-DAC/VLSI 2002, награде за најбољи рад Међународне конференције о системима, архитектурама и процесорима специфичним за апликације Института инжењера електротехнике и електронике 2004. и награде Локид Мартин за изврсност у настави 2009.